# 異節上目
異節上目（いせつじょうもく、Xenarthra）は哺乳綱獣亜綱真獣下綱の1上目。異節類（いせつるい）。現生真獣類の4つの単系統群の1つである。

## 進化史
異節類の起源は約1億300万年前の中生代白亜紀前期にさかのぼる。この時代、パンゲア大陸が分裂し、次いでゴンドワナ大陸も東西に分裂した。その際に南アメリカ大陸が誕生しているが、その時南アメリカ大陸に生息していた真獣類が異節類の祖とされる。その後、K-Pg境界を生き延びた哺乳類は、大量絶滅によって出来た生態系の空白に進出し、適応放散を開始する。同時期に異節類と共に南アメリカ大陸に生息していた哺乳類は、白亜紀後期に北アメリカ大陸から渡ってきた有袋類及び祖先的な有蹄類、「顆節目」であった。
第三紀の間に異節類は大まかに二つの系統に分かれている。装甲で身を固めた被甲目と、ナマケモノ、アリクイなどの有毛目である。被甲目アルマジロ科は新生代暁新世から化石記録が知られている。また、その姉妹群のグリプトドン科は始新世に現れている。一方、有毛目はやや遅れて漸新世にナマケモノ、中新世にアリクイが現れている。被甲目は装甲を発達させたグループであるが、特にグリプトドン科は重装甲であった。こうした適応は、おそらくボルヒエナやティラコスミルスのような有袋類の捕食者に対抗するためであろうと推測される。このグループは中新世までは比較的小型であったが、それ以降の時代に著しい大型化を見せている。パナマ地峡が形成され、北アメリカ大陸から多数の真獣類が南下してきた時代であるが、これらと十分に対抗出来たグループであると言える。多くの南アメリカ特有の哺乳類が数を減らしていく中、グリプトドン科はアルマジロ科、オポッサムなどとともに、北アメリカへの進出も果たしている。かれらは更新世、地球の寒冷化とともに衰退、絶滅した。もう一方のアルマジロ科も比較的成功したグループである。現在20ほどの種が存在しており、北アメリカ大陸においても現在進行形で分布を広げつつある。
一方の有毛目も、さらに二つの系統に分けられる。ナマケモノ亜目（食葉亜目）とアリクイ亜目（虫舌亜目）である。ナマケモノ亜目には現生の樹上性のものと、絶滅した大型の地上性のものが存在する。地上性のものは漸新世後期から更新世後期に繁栄し、80を超える多様な属が存在した。このグループは更新世末に絶滅しているが、パタゴニアにおいて、ヒトが食べたと思しきミロドンの骨が出土している。これは、地上性ナマケモノの絶滅に、ヒトが関わっていた可能性を示唆している。一方、樹上性ナマケモノは、やや系統の離れた二つのグループが残存しているが、これらの進化を示す化石記録は残っていない。しかし近年、分子系統学の手法によって解析が行なわれた結果、この二つの樹上性ナマケモノは、各々別系統の地上性ナマケモノと近縁であったことが明らかになった。これは、地上性のナマケモノが祖先形であり、樹上性のものは各々別個に進化してきたということを示している。
有毛目のもう一つのグループであるアリクイ科は、現在2科4種が生息している。このグループは化石記録が乏しく、祖先及び進化の詳細について、わかっていることは少ない。

## 形態・生態
異節類に共通する形質としては、脊椎のうち胸椎から腰椎にかけて、他の哺乳類には見られない付随的な関節が見られる。通常の哺乳類であれば、椎弓に付随する前後左右一対の関節突起（解剖学用語ではヒトに合わせて「上関節突起」「下関節突起」と呼ぶ）により頭側・尾側の脊椎骨と関節している。しかし、異節類ではさらにもう一対、余分な関節が付随している。これにより、脊椎周辺の骨格の強度を高めているとされる。しかし一方、解剖学的・力学的な意義は見いだしにくいとする意見もある。ともあれ、この複雑な関節構造が異節類 (Xenarthra) の語源となっている。また骨盤の構造も他の哺乳類と異なっており、腸骨が仙骨と癒合している。
頭骨はいずれの系統も比較的脳函が小さい。また、頬骨弓も不完全なものが多い。哺乳類の頚椎は通常7個（ジュゴン目は6個）であるが、ナマケモノでは6、9、10個などさまざまである。
「貧歯類」というかつての別名で現されるように、いずれも歯の退化が著しい。このうち、アリクイは歯を完全に失っており、下顎は咀嚼器官としての機能をほぼ失っている。かれらは粘り気のある唾液でアリやシロアリを長い舌にくっつけて食べている。ナマケモノとアルマジロの歯は、エナメル質を欠いた、柱状の単純な形態となっている。
異節類は、皮膚内に皮骨を形成する能力をもつ。被甲目の体は鱗甲板という、皮膚が角質化した「よろい」で覆われている。そのうち、アルマジロは背面の装甲に継ぎ目があるために体を丸めることができる。が、体を完全な球形にすることができるのは、そのうちの2種のみである。一方、絶滅群のグリプトドン科は継ぎ目がない。そのため四肢を折り、腹を地面につけることで防御をかためた。また、有毛目でもメガテリウムなどは、皮膚下に粒子状の皮骨をもっていた。

## 系統と分類

### 分類階級
以前は貧歯目に含めて異節亜目（いせつあもく）としたり、異節目（いせつもく）とすることもあった。前者ではアリクイ亜目とされることもあった。1990年代ごろからは異節上目とすることが多い。異節類を1目とするときは、下位分類の目・亜目はそれぞれ亜目・下目になる。

### 変遷
かつて、アリクイやアルマジロと同じくシロアリやアリを主食とし、歯の退化したグループであるセンザンコウやツチブタと共に、「貧歯目 Edentata」に分類されていた。だが後に、その形態や生態の類似は収斂進化によるもので、特に系統的に近縁なわけではないことがわかったため、それぞれ貧歯目から独立して、1目をなすことになった。さらに、同様に歯の形の特徴からこのグループに含められていた化石群のパラエアノドン亜目 Palaeanodonta も、その後、むしろセンザンコウ目（有鱗目）の祖型に近いグループと考えられるようになり、センザンコウ目に移された。このときに、パラエアノドン類以外の貧歯目のグループの名前だった「異節亜目 Xenarthra」が格上げされて、異節目となった。なお、独立した目となったセンザンコウ及びツチブタの行方は上位分類の項にある分類表を参照。

### 上位分類
2001年のMurphyらによる、分子系統学の結果を考慮した分類では、現生の真獣下綱（有胎盤類）はアフリカ大陸のアフリカ獣上目、南米の異節上目、ローラシア大陸のローラシア獣上目と真主齧上目の4つの単系統にまとめられているが、異節類（異節上目）はその1つであり、4グループの中で唯一、従来より単系統とみなされていたグループである。このうちローラシア獣上目と真主齧上目は近縁であるとされ、北方真獣類（ボレオユーテリア）というクレードにまとめられた。これらのグループは、パンゲア大陸が分かれるに従い、それぞれの大陸で独自に進化した。このため、異節類は南アメリカ獣類と呼ばれることもあった。
これらの分岐順序については諸説あるが、異節類とその他の現生真獣類を合わせたエピテリア (Epitheria) が最初に分かれたというエピテリア仮説が以前から唱えられていた。このばあい、異節上目は古いタイプの有胎盤類の生き残りと考えることができる。一方で分子系統学的解析により、アフリカ獣類が最初に分かれたという説エクサフロプラセンタリア (Exafroplacentalia) 仮説（非アフリカ有胎盤類説）も提唱された。また地理的状況からはアフリカ獣類と異節類が姉妹群であるとする、アトラントゲナータ (Atlantogenata) 仮説も存在する。
以上、三つの説が鼎立していたが、LINE配列の解析が行われた結果、祖先多系が存在し、その状態が解消される前に3つの系統がほぼ同時期に、急激に分岐したと結論付けた。
- 哺乳綱 Mammalia
  - 獣亜綱 Theria
    - 後獣下綱 Metatheria
    - 真獣下綱 Eutheria
      - 異節上目 Xenarthra
      - アフリカ獣上目 Afrotheria
        - 管歯目 Tubulidentata

      - 北方真獣類 Boreoeutheria
        - 真主齧上目 Euarchontoglires
        - ローラシア獣上目 Laurasiatheria
          - 鱗甲目 Pholidota

### 下位分類
現生群は被甲目と有毛目からなり、以下の5つの科が存在している。被甲目はアルマジロ、有毛目はナマケモノとアリクイが属している。
ヒメアリクイ科をアリクイ科に含め4科とすることもある。また、下記の絶滅群（†）のうち、ミロドン科はフタユビナマケモノと、メガテリウム科はミユビナマケモノと近縁とする説もある。絶滅群は主要なもののみ記している。
- 被甲目 Cingulata
  - アルマジロ科 Dasypodidae
  - †グリプトドン科 Glyptodontidae
- 有毛目 Pilosa
  - ナマケモノ亜目 Folivora（Phyllophaga, Tardigrada、食葉亜目）
    - フタユビナマケモノ科 Megalonychidae（メガロニクス科）
    - †ミロドン科 Mylodontidae
    - ミユビナマケモノ科 Bradypodidae
    - †オオナマケモノ科 Megatheriidae

  - アリクイ亜目 Vermilingua（虫舌亜目）
    - アリクイ科 Myrmecophagidae
    - ヒメアリクイ科 Cyclopedidae

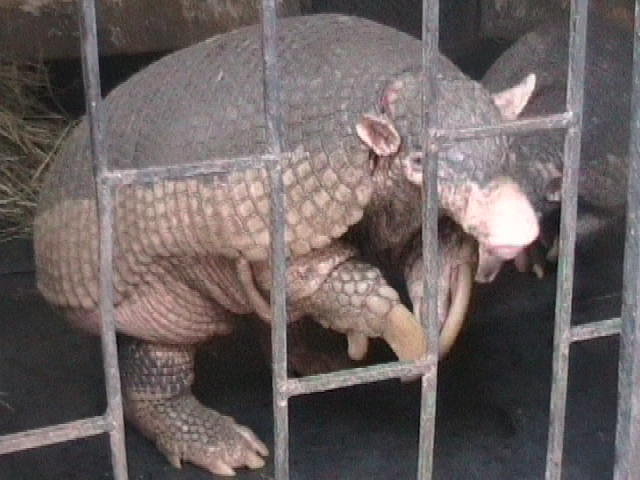
オオアルマジロ
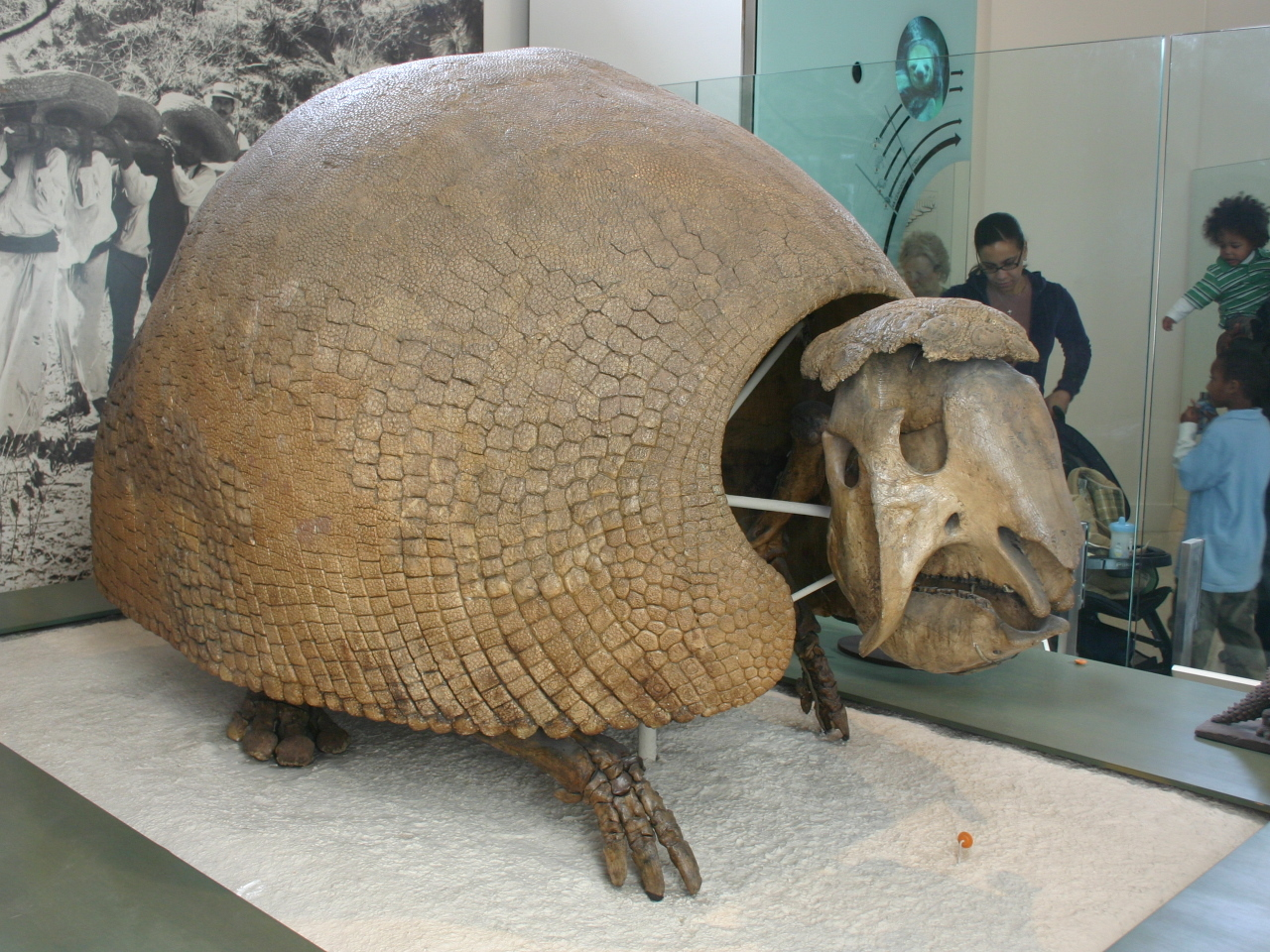
パノクトゥス
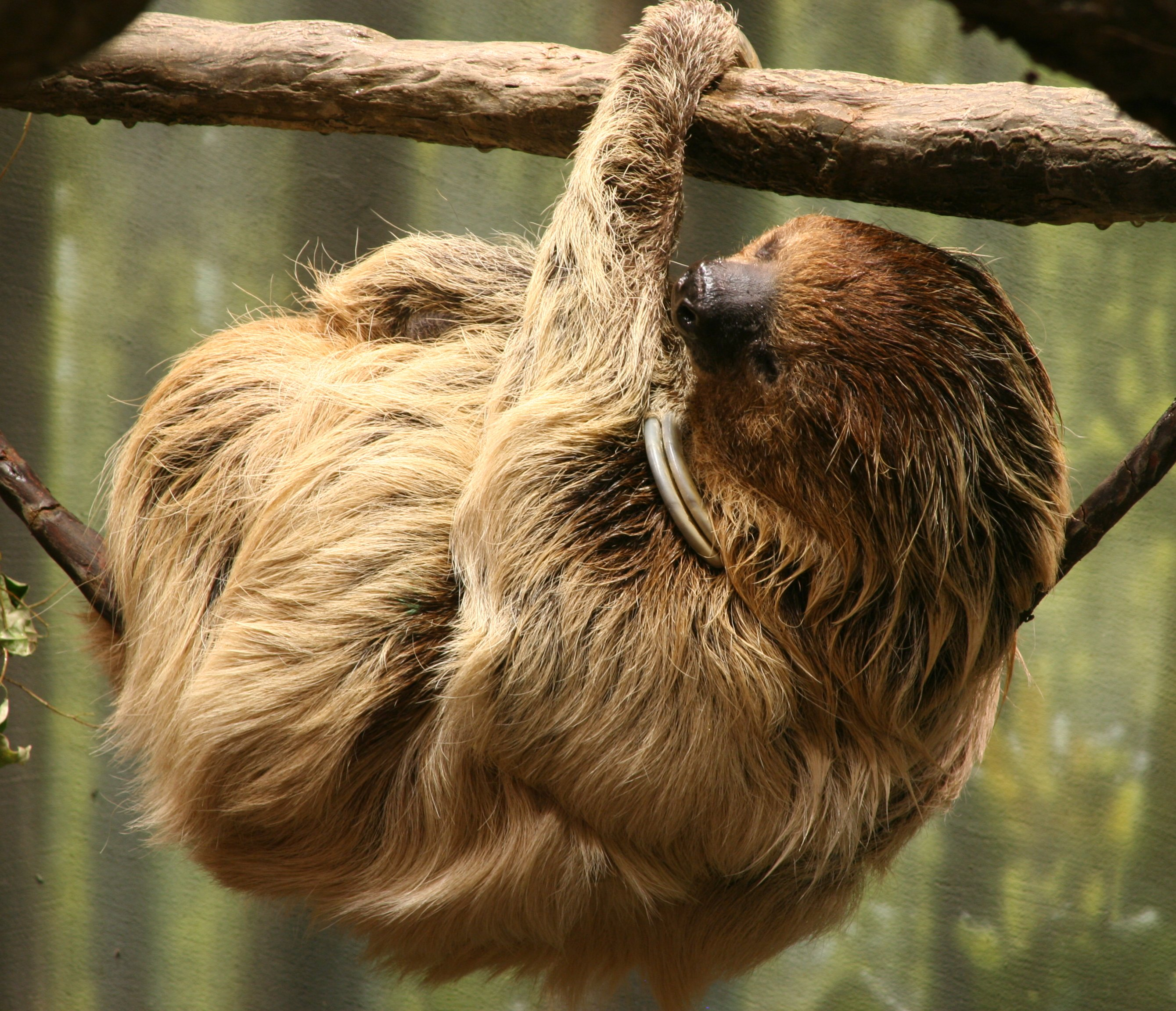
フタユビナマケモノ
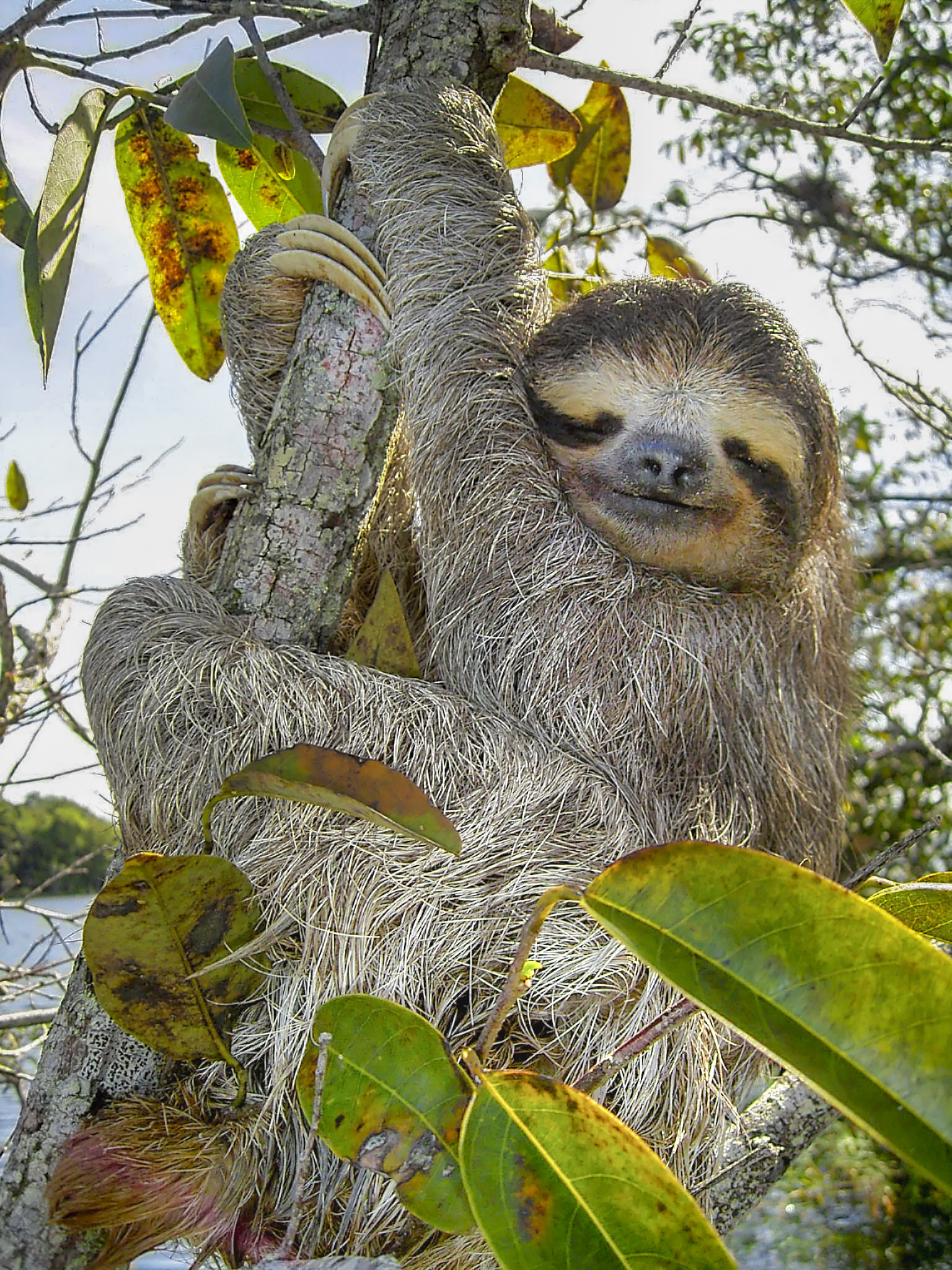
ノドチャミユビナマケモノ
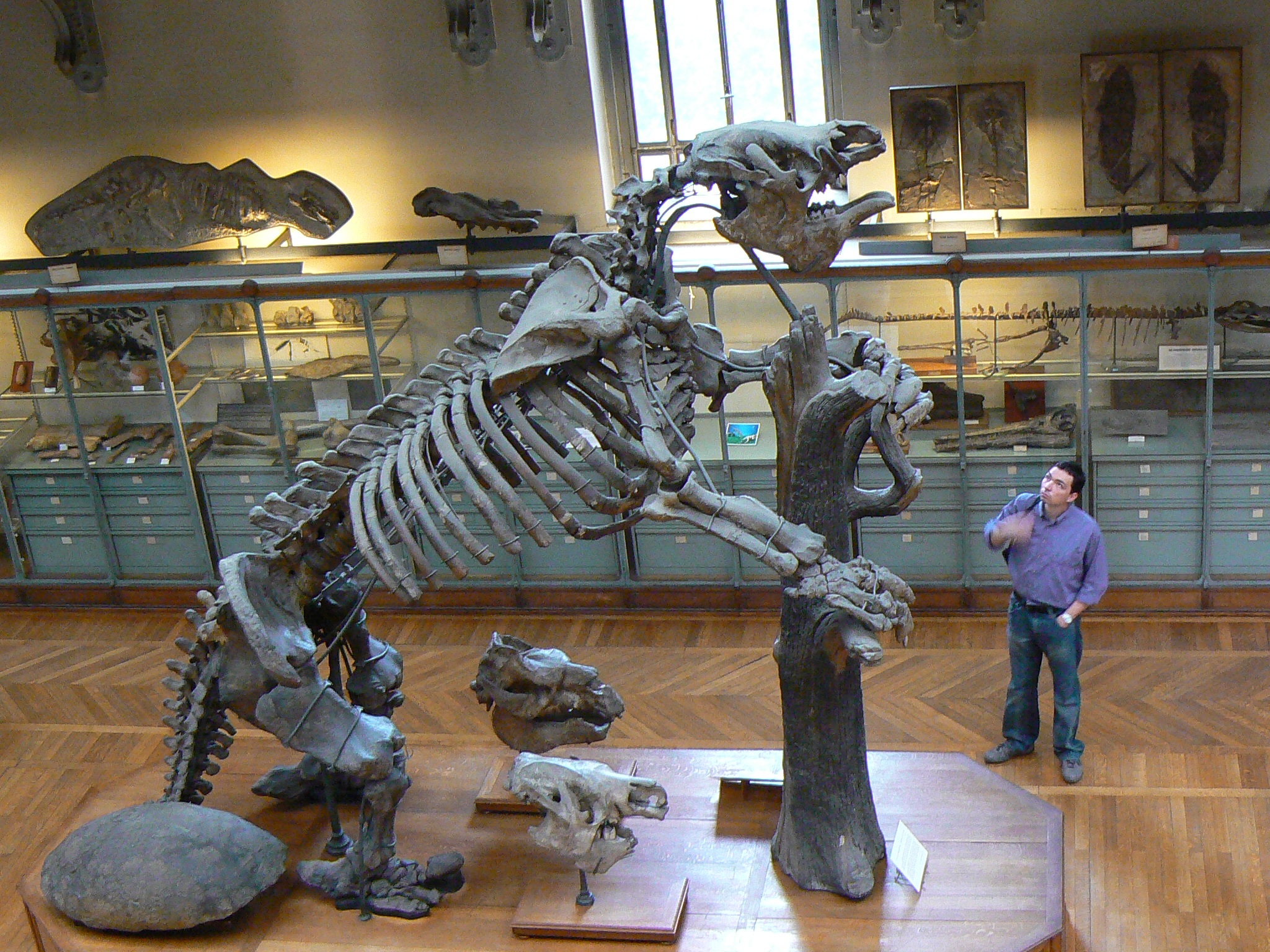
メガテリウム
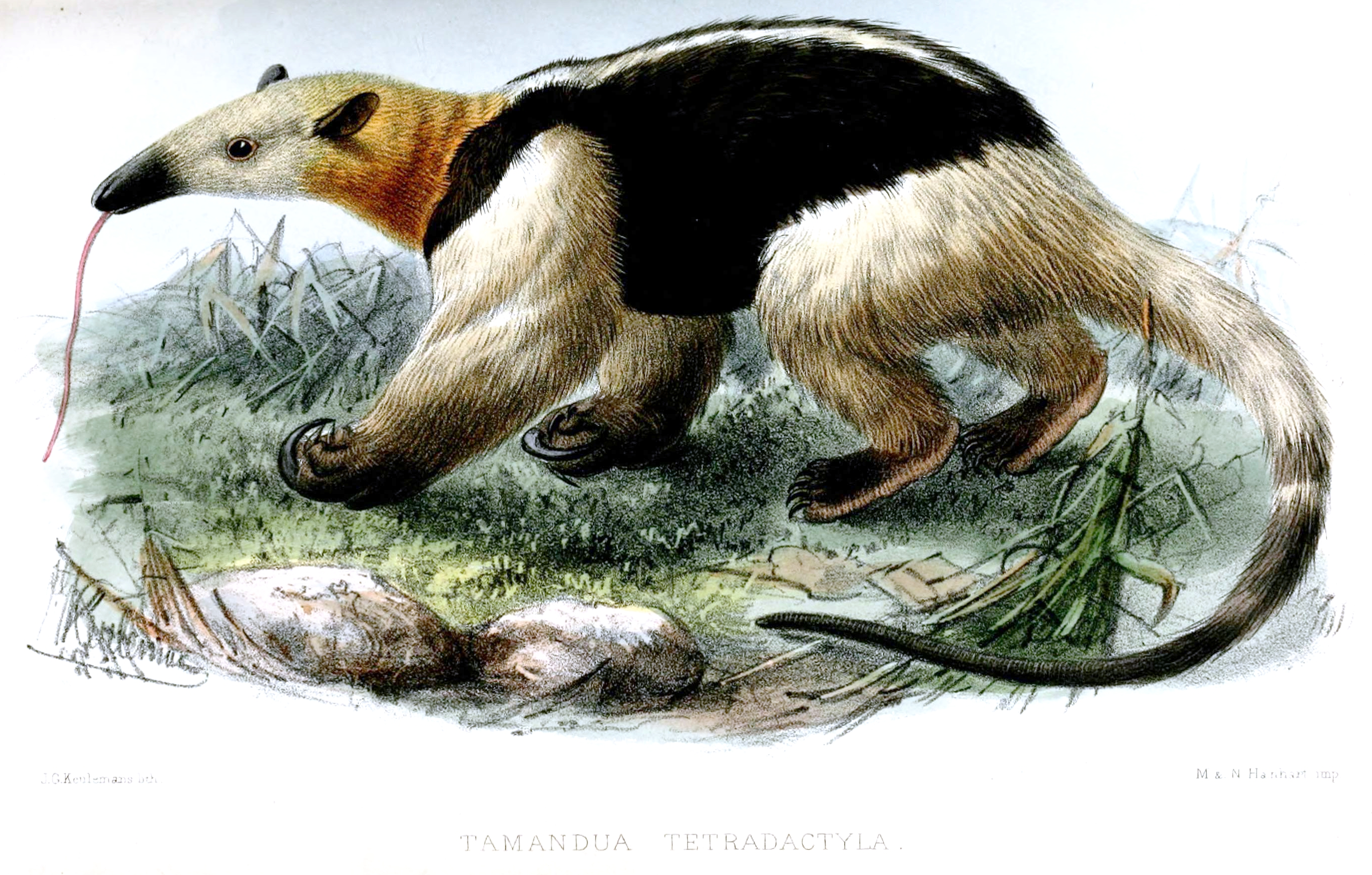
コアリクイ

## 分布
異節類は、いずれも中南米に分布している。オーストラリアと同じく長らく孤立した島大陸であった南米（新熱帯区）では、独特の動物群が発展した。その代表的なものが異節類である。ココノオビアルマジロは、すでにリオ・グランデ川を越えてアメリカ合衆国まで進出しており、現在も分布域を北方に広げつつある。